# Tin Drum
Albums de Japan
Gentlemen Take Polaroids
(1981) Oil on Canvas
(1983)
Singles
1. The Art of Parties (en)
Sortie : 1er mai 1981
2. Visions of China (en)
Sortie : 30 octobre 1981
3. Ghosts (en)
Sortie : 12 mars 1982
4. Cantonese Boy (en)
Sortie : 13 mai 1982

Tin Drum est le cinquième et dernier album du groupe britannique Japan. Il est sorti en 1981 sur le label Virgin Records.
Son titre fait référence au roman de l'écrivain allemand Günter Grass Le Tambour, paru en 1959 et dont la traduction anglaise s'intitule The Tin Drum.

## Fiche technique

### Titres
Toutes les chansons sont écrites et composées par David Sylvian, sauf mention contraire.
| 1. | The Art of Parties (en) |                             | 4:09 |
| 2. | Talking Drum            |                             | 3:34 |
| 3. | Ghosts (en)             |                             | 4:33 |
| 4. | Canton                  | David Sylvian, Steve Jansen | 5:30 |

| 5. | Still Life in Mobile Homes |                             | 5:32 |
| 6. | Visions of China (en)      | David Sylvian, Steve Jansen | 3:37 |
| 7. | Sons of Pioneers           | Mick Karn, David Sylvian    | 7:07 |
| 8. | Cantonese Boy (en)         |                             | 3:44 |

### Musiciens
- Japan :
  - David Sylvian : chant, guitare, claviers, programmation, bandes
  - Mick Karn : basse, flûte, dida
  - Steve Jansen : batterie, batterie électronique, percussions
  - Richard Barbieri : claviers, programmation, bandes

- Autres musiciens :
  - Simon House : violon
  - Yuka Fujii : chœurs

### Classements et certifications
| Classement                     | Meilleure position |
| ------------------------------ | ------------------ |
| Norvège (VG-lista)             | 16                 |
| Royaume-Uni (UK Singles Chart) | 12                 |
| Suède (Sverigetopplistan)      | 33                 |